# Pamela Tajonar
Pamela Tajonar Alonso (2 de dezembro de 1984) é uma futebolista mexicana que atua como goleira.

## Carreira
Pamela Tajonar representou a Seleção Mexicana de Futebol Feminino, nas Olimpíadas de 2004. 